# Angel Vain
Angel Vain (Austin, Texas; 26 de enero de 1982) es una actriz pornográfica y modelo erótica estadounidense.

## Biografía
Natural de la ciudad de Austin, capital del estado de Texas, Angel Vain, nombre artístico de Laura Garrett, había nacido en enero de 1982 en una familia de militares, siendo su padre miembro de una Brigada de helicópteros del Ejército estadounidense y su madre una militar civil. Creció en Stuttgart (Alemania y en la zona del Canal de Panamá antes de regresar a Texas. Tras acabar su educación secundaria se marchó a Illinois, donde estudió en la Universidad Northwestern de Chicago.
Tras una etapa viviendo en Dallas (Texas) y Denver (Colorado), decidió mudarse a California, donde comenzó a realizar sus primeros trabajos como modelo, tanto publicitaria para revistas de automóviles y ropa, y de temática erótica, en 2009 debutó como actriz pornográfica, con 27 años.
Como actriz, ha trabajado con productoras como Evil Angel, Adam & Eve, Jules Jordan Video, Pure Play Media, Digital Sin, 3rd Degree, Zero Tolerance, Bangbros, Devil's Film, Girlfriends Films, Brazzers, New Sensations, Vivid o Kink.com, entre otras.
En 2010 participó en la Expo Exxxtacy que se celebró en Chicago, donde compartió plantel con otras actrices del sector como Lexi Belle, Nyomi Banxxx, Kagney Linn Karter, Alexis Texas o Crystal Ray.
En 2012 recibió su única nominación en los Premios AVN en la categoría de Artista femenina no reconocida del año.
Se retiró de la industria en 2014, con más de 120 películas como actriz.

## Premios y nominaciones
| Año  | Ceremonia   | Resultado | Premio                                 | Trabajo |
| ---- | ----------- | --------- | -------------------------------------- | ------- |
| 2012 | Premios AVN | Nominada  | Artista femenina no reconocida del año | —       |